# واحه قاره
واحه قاره (عربی: واحة القارة؛ همچنین قاره ام‌الصغیر) یک واحه مسکونی در مصر است که تنها ۳۶۳ نفر جمعیت (سرشماری ۱۱ نوامبر ۲۰۰۶) دارد. این واحه اغلب هنگام شمارش تعداد واحه‌های مصر نادیده گرفته می‌شود زیرا در مقایسه با سایر واحه‌ها بسیار کوچک است. در افسانه‌های محلی، اگر نوزادی زاده شود، یک سالخورده اندکی پس از آن می‌میرد، بنابراین جمعیت روستا ثابت باقی می‌ماند. این روستا در لبه شمال غربی فرورفتگی قطاره و ۷۵ کیلومتری شمال شرقی واحه سیوه قرار دارد و متعلق به ناحیه سیوه در استان مطروح است.